# Welt-AIDS-Tag

Die Rote Schleife ist weltweit das Symbol für die Solidarität mit HIV-positiven Menschen.

Der Welt-AIDS-Tag wird jährlich vom Gemeinsamen Programm der Vereinten Nationen für HIV/Aids (UNAIDS) organisiert und findet am 1. Dezember statt.

## Geschichte
Der Welt-AIDS-Tag wurde erstmals 1988 von der Weltgesundheitsorganisation (WHO) ausgerufen und von Anfang an unter ein besonderes Motto, an dem sich die Aktivitäten der AIDS-Organisationen in den verschiedenen Ländern orientieren können, gestellt. Seit 1996 wird der Welt-AIDS-Tag von der UNAIDS organisiert.
Rund um den Globus erinnern am 1. Dezember verschiedenste Organisationen an das Thema AIDS und rufen dazu auf, aktiv zu werden und Solidarität mit HIV-Infizierten, AIDS-Kranken und den ihnen nahestehenden Menschen zu zeigen. Der Welt-AIDS-Tag dient auch dazu, Verantwortliche in Politik, Massenmedien, Wirtschaft und Gesellschaft – weltweit wie auch in Europa und Deutschland – daran zu erinnern, dass die HIV-/AIDS-Pandemie weiter besteht.
Für die Jahre 2005 bis 2010 lautete das internationale Welt-AIDS-Tag-Motto „Stop AIDS: Keep the Promise“. Es sollte Politiker in aller Welt an ihr auf der Sondersitzung der Vereinten Nationen zu HIV/AIDS im Juni 2001 gegebenes Versprechen erinnern, sich national wie international stärker im Kampf gegen die weltweite HIV-/AIDS-Pandemie zu engagieren.

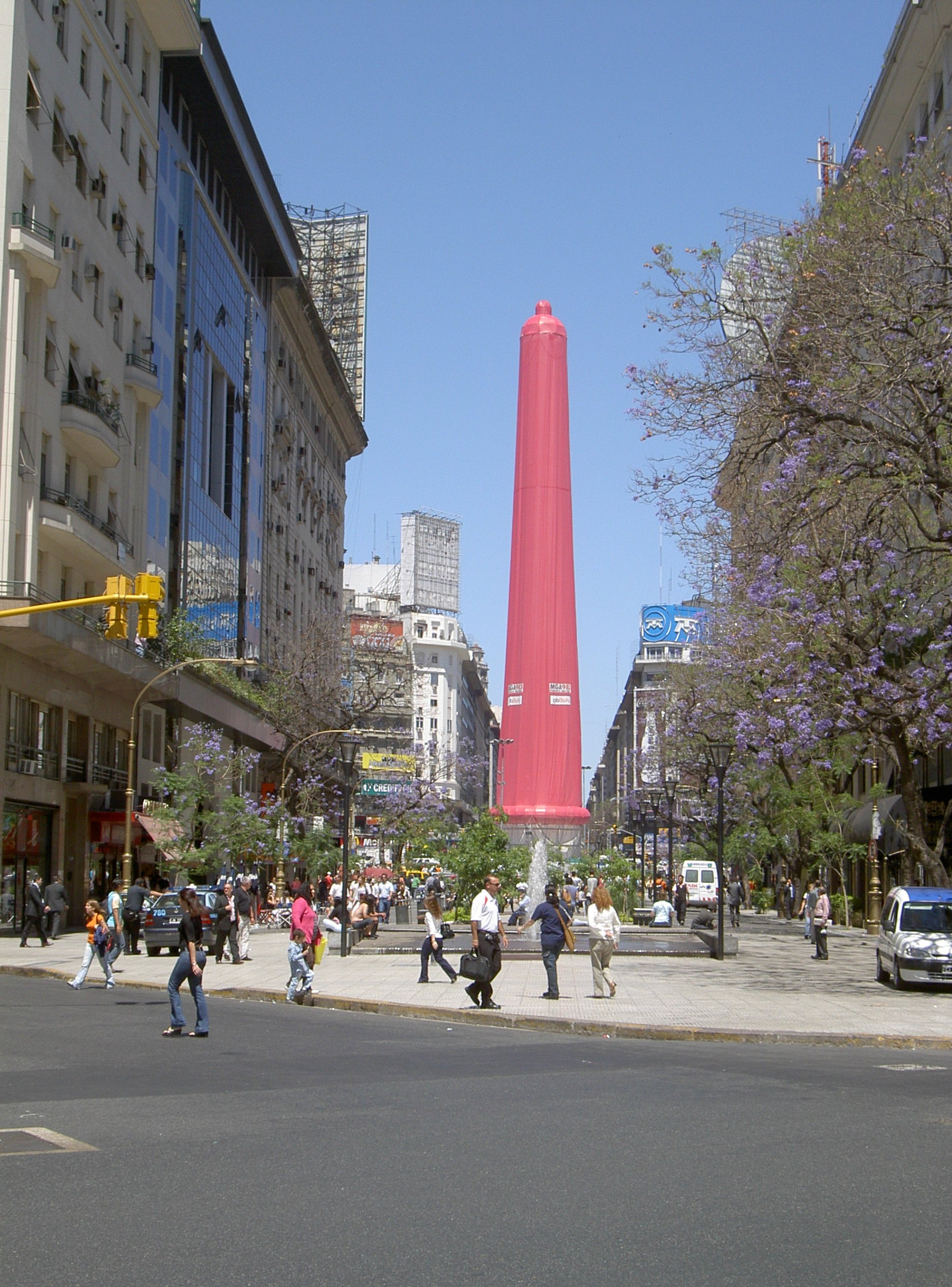
Obelisk in Buenos Aires (Argentinien), anlässlich des Welt-AIDS-Tags 2005 als Kondom dekoriert
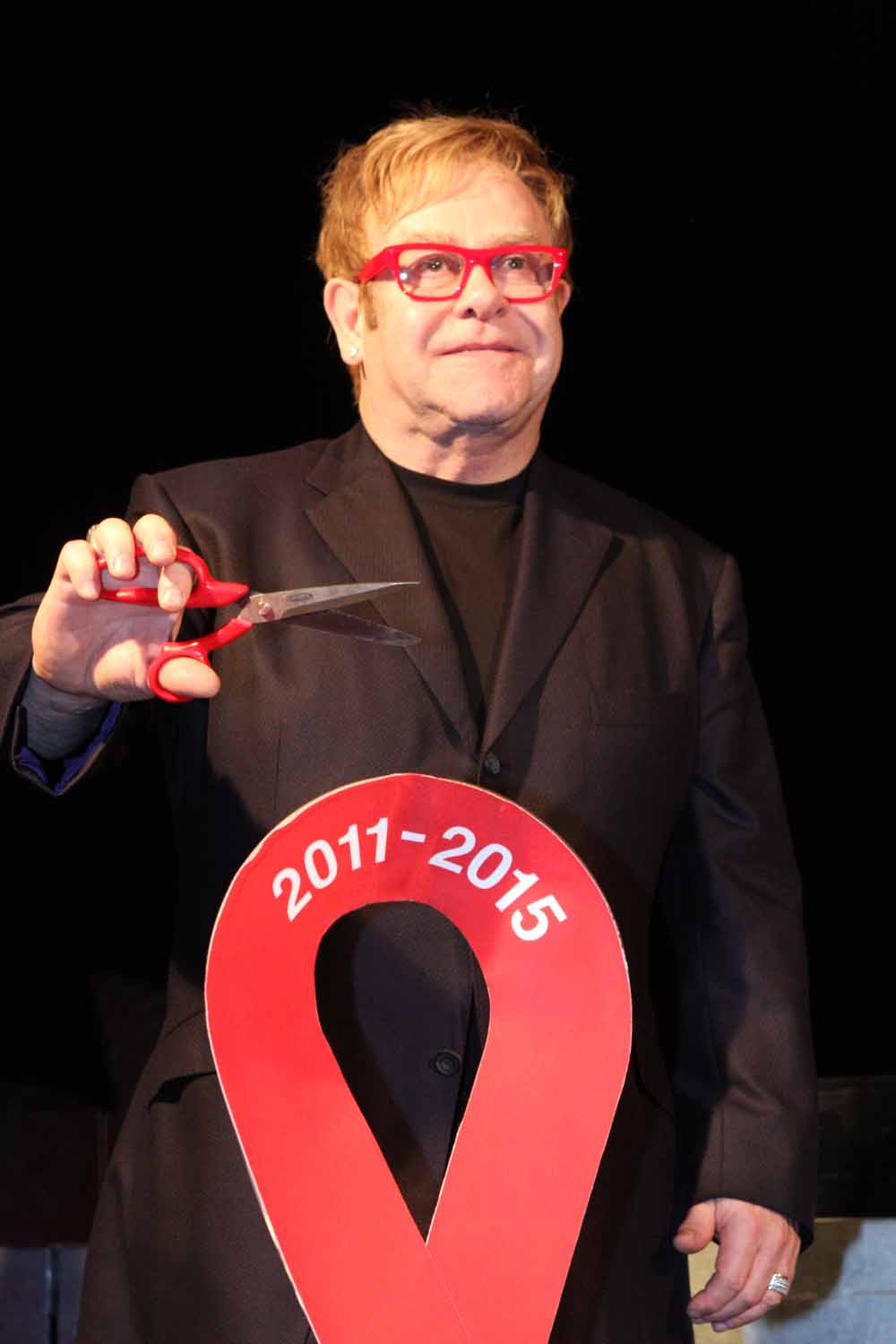
Elton John bei einer Solidaritätsveranstaltung am Welt-AIDS-Tag 2011 in Sydney (Australien)
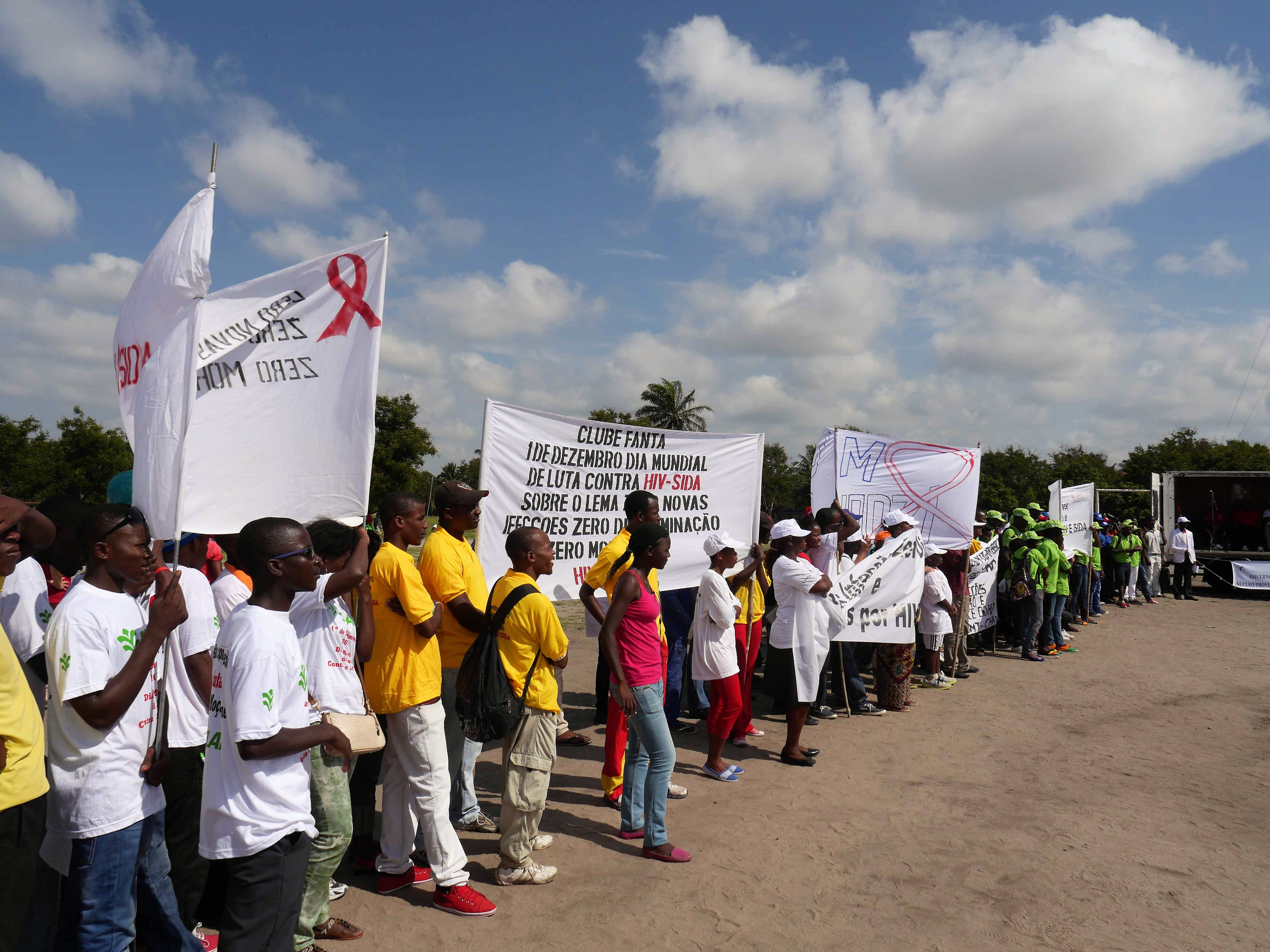
Veranstaltung von Hilfsorganisationen am Welt-AIDS-Tag 2013 in Beira (Mosambik)
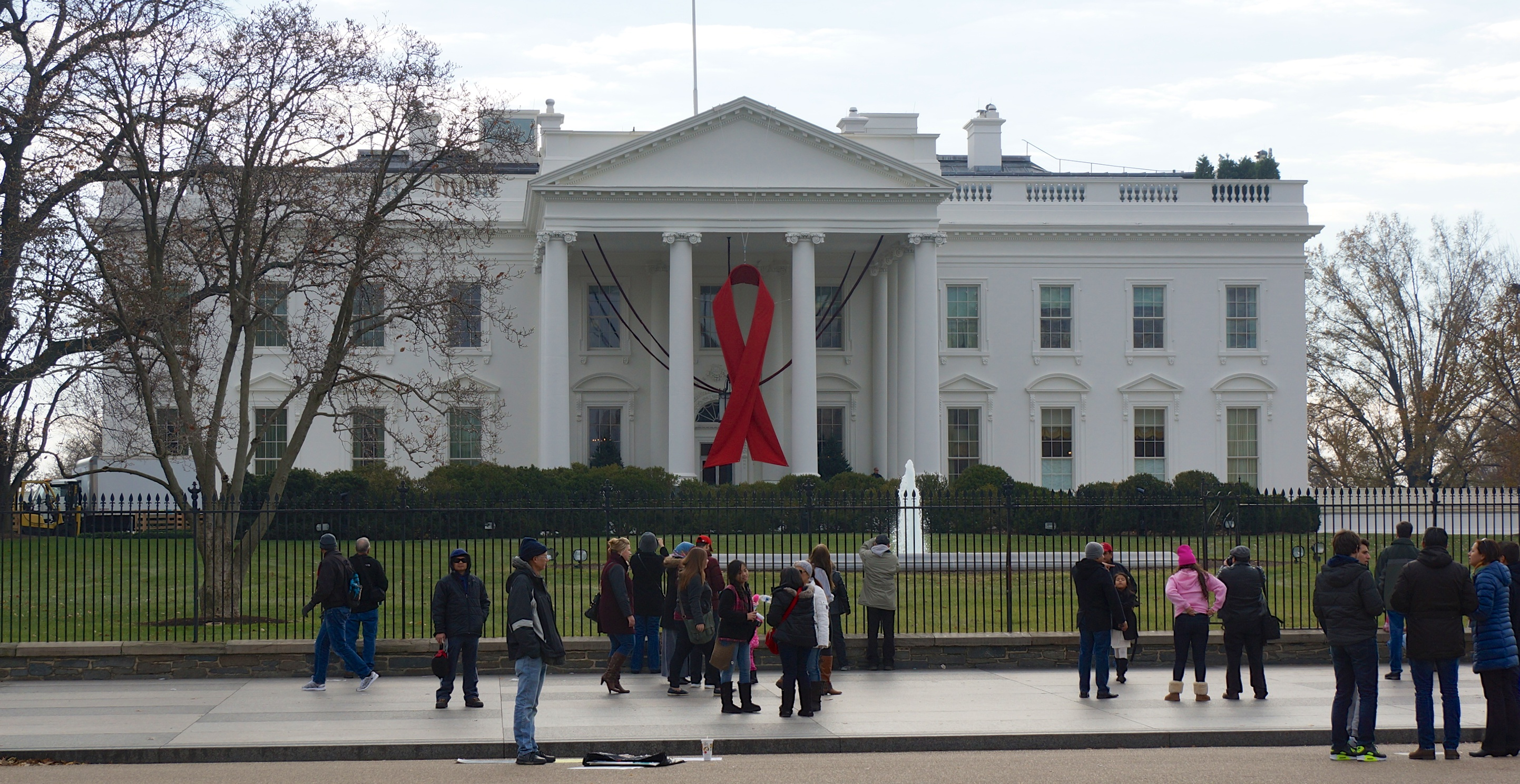
Rote Schleife am Weißen Haus in Washington, D.C. (USA) am Welt-AIDS-Tag 2013

## Welt-AIDS-Tag in Deutschland
Die Bundeszentrale für gesundheitliche Aufklärung (BZgA), die Deutsche AIDS-Hilfe (DAH) und die Deutsche AIDS-Stiftung (DAS) haben im Rahmen ihrer gemeinsamen Welt-AIDS-Tag-Kampagne das internationale Motto in „Gemeinsam gegen AIDS: Wir übernehmen Verantwortung – für uns selbst und andere“ übersetzt. Hiermit soll zum Ausdruck gebracht werden, dass nicht nur die Politik, sondern jeder Einzelne Verantwortung für sich selbst und andere trägt – und dass zugleich nur gemeinsam etwas im Kampf gegen HIV und AIDS und für das Leben und die Gesundheit der Menschen erreicht werden kann. Als Botschafter des Welt-AIDS-Tages versuchen Prominente wie Philipp Lahm, Anni Friesinger und Christiane Paul die Bevölkerung für das Thema zu sensibilisieren. Samy Deluxe veranstaltete am 1. Dezember 2009 ein Benefizkonzert in München.
Am 1. Dezember 2013 wurde rund um den Regensburger Dom die mit 1,5 Kilometern längste AIDS-Schleife der Welt ausgelegt. Diese war zuvor in Einzelteilen von Freiwilligen aus ganz Deutschland und aus Griechenland aus roter Wolle gestrickt worden.
2016 lautete das Motto wie u. a. schon im Vorjahr: „Positiv zusammen leben!“

## Mottos der bisherigen Welt-AIDS-Tage
- 1988: „Schließt Euch den weltweiten Bemühungen an“
- 1989: „Unser Leben, unsere Welt – lasst uns für einander sorgen“
- 1990: „Frauen und AIDS – Passt wie die Faust aufs Auge“
- 1991: „Gemeinsam die Herausforderung annehmen“
- 1992: „Eine gesellschaftliche Verpflichtung“
- 1993: „Zeit zu handeln“
- 1994: „Familien kümmern sich“
- 1995: „Gemeinsame Rechte, gemeinsame Verantwortung“
- 1996: „Eine Welt – eine Hoffnung“
- 1997: „Kinder in einer Welt mit AIDS“
- 1998: „Impulse für den Wandel – Welt-AIDS-Kampagne mit jungen Menschen“
- 1999: „Einander zuhören, voneinander lernen, miteinander leben – Welt-AIDS-Kampagne mit Kindern und jungen Menschen“
- 2000: „AIDS: Männer stellen sich der Verantwortung“
- 2001: „AIDS – das geht mich an … Dich auch?“
- 2002: „denkwürdig / Ausgrenzung macht krank“
- 2003: „Leben und leben lassen / Ausgrenzung abwehren“
- 2004: „Frauen, Mädchen, HIV und AIDS“
- 2005: „Fight AIDS, keep the promise!“; in Deutschland „Gemeinsam gegen AIDS. Wir übernehmen Verantwortung – für uns selbst und andere“; international auch „Stop AIDS. Keep the Promise.“
- 2006 bis 2010: „Gemeinsam gegen AIDS. Wir übernehmen Verantwortung – für uns selbst und andere“
- 2011, 2014: „Positiv zusammen leben – Aber sicher!“
- 2012, 2013, 2015 bis 2017: „Positiv zusammen leben!“
- 2018, 2019: „Du hast HIV? Damit komme ich nicht klar. Streich die Vorurteile.“
- 2020: „Leben mit HIV – anders als du denkst“
- 2021, 2022: „Ungleichheiten beenden. Aids beenden. Pandemien beenden“
- 2023: „Leben mit HIV – anders als du denkst?“[3]